# Splash screen
Uno splash screen (in italiano reso come schermata di caricamento), in informatica, è l'immagine che viene visualizzata quando un'applicazione è in fase di caricamento.
Le schermate di caricamento dei sistemi operativi e delle applicazioni progettate per funzionare a schermo intero solitamente occupano tutto lo schermo.

## Spiegazione del nome
La locuzione, derivata dalla lingua inglese non è del tutto corretta, perché uno splash screen solitamente non occupa tutto lo schermo, ma solo un rettangolo nella parte centrale.

## Funzione
Le schermate di caricamento sono usate da applicazioni grandi e "pesanti" in termini di risorse per avvisare l'utente che sono in fase di caricamento. In altre parole, essi forniscono all'utente un feedback che un lungo processo è in corso. La schermata di caricamento scompare quando la finestra principale del programma viene visualizzata.
Le schermate di caricamento sono usate per dare una buona impressione grafica di un'applicazione o di un sito Web. Però, siccome impiegano un certo lasso di tempo per caricarsi, non sono sempre gradite agli utenti. Le schermate di caricamento dei siti Web sono scomodi soprattutto per gli utenti con una connessione Internet lenta, perché rallentano sensibilmente il caricamento della prima pagina del sito.